# العلاقات البيروية الكندية
العلاقات البيروفية الكندية هي العلاقات الثنائية التي تجمع بين بيرو وكندا.

## مقارنة بين البلدين
هذه مقارنة عامة ومرجعية للدولتين:
| وجه المقارنة                                              | بيرو                                   | كندا                     |
| --------------------------------------------------------- | -------------------------------------- | ------------------------ |
| المساحة (كم2)                                             | 1.29 مليون                             | 9.98 مليون               |
| عدد السكان (نسمة)                                         | 32.16 مليون                            | 35.70 مليون              |
| الكثافة السكانية (ن./كم²)                                 | 24.93                                  | 3.58                     |
| العاصمة                                                   | ليما                                   | أوتاوا                   |
| اللغة الرسمية                                             | اللغة الإسبانية، اللغة الأيمرية، كتشوا | لغة إنجليزية، لغة فرنسية |
| العملة                                                    | سول بيروفي جديد                        | دولار كندي               |
| الناتج المحلي الإجمالي (بليون دولار)                      | 211.39 مليار                           | 1.65 تريليون             |
| الناتج المحلي الإجمالي (تعادل القوة الشرائية) بليون دولار | 393.13 مليار                           | 1.59 تريليون             |
| الناتج المحلي الإجمالي الاسمي للفرد دولار أمريكي          | 6.03 ألف                               | 43.25 ألف                |
| الناتج المحلي الإجمالي للفرد دولار أمريكي                 | 11.99 ألف                              | 45.07 ألف                |
| مؤشر التنمية البشرية                                      | 0.740                                  | 0.913                    |
| رمز المكالمات الدولي                                      | +51                                    | +1                       |
| رمز الإنترنت                                              | .pe                                    | .ca                      |
| المنطقة الزمنية                                           | توقيت بيرو، 00                         |                          |

## مدن متوأمة
في ما يلي قائمة باتفاقيات التوأمة بين مدن بيروفية وكندية:
- ترتبط أريكيبا مع فانكوفر باتفاقية توأمة.

## منظمات دولية مشتركة
يشترك البلدان في عضوية مجموعة من المنظمات الدولية، منها:
| علم المنظمة | اسم المنظمة                                      | تاريخ انضمام بيرو | تاريخ انضمام كندا |
| ----------- | ------------------------------------------------ | ----------------- | ----------------- |
|             | وكالة ضمان الاستثمار متعدد الأطراف               | 2 ديسمبر 1991     | 12 أبريل 1988     |
|             | منظمة الشرطة الجنائية الدولية                    | ?                 | ?                 |
|             | منتدى التعاون الاقتصادي لدول آسيا والمحيط الهادئ | 14 نوفمبر 1998    | 6 نوفمبر 1989     |
|             | منظمة حظر الأسلحة الكيميائية                     | ?                 | ?                 |
|             | منظمة التجارة العالمية                           | ?                 | ?                 |
|             | الفريق المعني برصد الأرض                         | ?                 | ?                 |
|             | الأمم المتحدة                                    | 31 أكتوبر 1945    | 9 نوفمبر 1945     |
|             | مؤسسة التمويل الدولية                            | 20 يوليو 1956     | 20 يوليو 1956     |
|             | يونسكو                                           | 21 نوفمبر 1946    | 4 نوفمبر 1946     |
|             | مؤسسة التنمية الدولية                            | 30 أغسطس 1961     | 24 سبتمبر 1960    |
|             | البنك الدولي للإنشاء والتعمير                    | 31 ديسمبر 1945    | 27 ديسمبر 1945    |
|             | المنظمة الهيدروغرافية الدولية                    | ?                 | ?                 |
|             | الاتحاد البريدي العالمي                          | ?                 | ?                 |
|             | المركز الدولي لتسوية المنازعات الاستشارية        | 8 سبتمبر 1993     | 1 ديسمبر 2013     |
|             | الاتحاد الدولي للاتصالات                         | 12 يوليو 1915     | 1 يوليو 1908      |

## وصلات خارجية
- موقع وزارة الخارجية البيروفية
- موقع وزارة الخارجية الكندية